# Play with Fire (песма Хилари Даф)
Play With Fire је десети званично објављен сингл америчке певачице Хилари Даф, али први са албума Dignity. Спот је премијерно приказан у популарној америчкој музичкој емисији Total Request Live. Песма је дебитовала 15. августа 2006. године. На листи се задржала 19 дана, све до 14. септембра 2006. године, достижући највише до пете позиције. Спот карактеришу огледала која се ломе, ватра, као и Хилари као бринета. Хилари је сама изјавила да нешто као овај спот њена публика није могла раније да види.

## Списак песама
1. - 03:01
2. - 03:12
3. - 04:55
4. - 06:10
5. - 05:55

## Званични ремикси
1. - 03:17
2. - 03:00